# Draco maculatus
El dragón volador manchado (Draco maculatus) es una especie de lagarto volador del género Draco, capaz de planear de árbol a árbol. Habita en algunas partes del Sudeste de Asia.

## Descripción
Cabeza pequeña; hocico un poco más largo que el diámetro de la órbita; fosas nasales laterales, dirigidas hacia fuera; tímpano escamoso. Escamas de la cabeza superior desiguales, fuertemente carenadas; una escama comprimida prominente en la parte posterior de la región superciliar; 7 a 11 labiales superiores. El apéndice gular del macho es grande, siempre mucho más largo que el talón, y con frecuencia doblemente largo; la hembra con saco gular bien desarrollado, pero más pequeño. El macho con una cresta nucal muy pequeña. Escamas dorsales un poco más grandes que la ventrales, irregulares, lisas y muy débilmente carenadas; a cada lado de la parte posterior una serie de largas escamas triedrales cardenadas. Las extremidades delanteras estiradas hacia delante alcanzan más allá de la punta del hocico; las extremidades posteriores adpresas alcanzan más allá del codo de la extremidad delantera, o hasta la axila. Grisáceo por encima, con más o menos distintas marcas más oscuras; un punto interorbital más o menos más oscuro; las membranas de las alas con numerosas pequeñas manchas negras redondas, que son pocas veces cunfluentes, por abajo inmaculadamente limpio o con unos puntos negros; una mancha azul en cada lado de la base de la orejuela gular.
Desde el hocico hasta la ventosa 3.25 pulgadas ; 4.5 de la cola.
Se observan tres razas
- divergens: Nw Tailandia; Terra typica: Chiang Mai, N Siam; restringido a la montaña de Doi Suthep por TAYLOR 1963.
- haasei: E Tailandia, Camboya, S Vietnam; Terra typica: Chantaboon, Siam.
- whiteheadi: N Vietnam, Hainan; Terra typica: Montaña de cinco dedos, interior de Hainan.

## Distribución
De Assam y Yunnan a Singapur.
en China (Hainan, Guangxi, Yunnan, Tíbet), India (E. Himalayas a Assam), Myanmar, Laos, Vietnam, Tailandia y W. Malaysia.